# Пресс-клуб XXI
«Пресс-клуб XXI» — ток-шоу АТВ, где обсуждаются культурологические темы при участии журналистов и блогеров. Выходила с 16 апреля 2010 по 10 июня 2011 года. Жанр — ток-шоу, которое позиционируется как площадка «для дискуссий по широкому кругу вопросов». «Телевизионный клуб, в котором встречаются и общаются представители прессы» — описание конецпции на сайте компании-производителя.

## История программы
Программа представляет собой своего рода реинкарнацию проекта «Пресс-клуб», появившегося в 1989 году и придуманного Кирой Прошутинской как альтернатива информационным программам.
С 16 апреля 2010 по 10 июня 2011 года на телеканале «Культура» (по пятницам в 22:35 или 23:55) выходила передача под названием «Пресс-клуб XXI». Начиная с сентября 2010 года — в еженедельном цикле. Девиз проекта: «Мы верим: факты священны, но комментарии свободны».
Кира Прошутинская утверждала, что идея возродить проект возникла у нового руководителя канала «Культура» Сергея Шумакова. В пресс-релизе канала сказано:

Как любое ток-шоу, «Пресс-клуб XXI» строится на полярности мнений приглашенных гостей. Но в отличие от «Культурной революции», здесь обязательно наличие конкретного объекта исследования, шумно обсуждаемого в обществе. Это может быть скандальный перфоманс, книга, кинофильм, тот или иной принятый закон. Среди участников — молодые и уважаемые авторы, эксперты, журналисты и создатели различных культурных явлений.
Отправной точкой дискуссии служит короткий видеосюжет. В отличие от старого «Пресс-клуба», он носит провокативный характер. Это сознательно утрированная идея, гипотеза или слух. Например, в передаче о 3D-революции в кино первый сюжет — о «заговоре» прокатчиков и продюсеров, на волне кризиса придумавших, как заманить зрителя в кинотеатры новым аттракционом. И таких провокаций — видеосюжетов и новых фактов, озвученных ведущим — будет несколько, что, несомненно, позволит расширить рамки дискуссии.
Ещё одно новшество — в качестве участников приглашены блогеры. Создатели программы рассчитывают, что дискуссия в студии перерастет в интернет-обсуждение, в котором смогут принять участие все желающие.

## Ведущие
- Дмитрий Глуховский (сезон весна-лето 2010)
- Иван Засурский[9]

## Постоянные члены клуба
| - Михаил Веллер, писатель; - Евгений Ю. Додолев, «Новый взгляд»; - Марина Леско, медиаидеолог; | - Андрей Морозов, журналист; - Анна Николаева, экс-главред сайта «Русский пионер»; - Мария Разлогова, «Однако»; | - Маргарита Симоньян, медиаменеджер; - Сергей Шаргунов, блогер. |